# 轮台站
轮台站，位于中华人民共和国新疆维吾尔自治区巴音郭楞蒙古自治州轮台县轮台镇，是南疆铁路上的火车站，建于1998年，2015年10月20日办理客运业务，由中国铁路乌鲁木齐局集团阿克苏车务段管辖。

## 歷史
- 建于1998年。
- 2015年10月20日办理客运业务。